# Julián Mellado
Julián Mellado è un comune del Venezuela situato nello Stato del Guárico.
Il capoluogo del comune è la città di El Sombrero.